# Schauinsland
Schauinsland – szczyt w Schwarzwaldzie (Niemcy). Wysokość 1284 m n.p.m.